# Bollywood Movie Award/Kritikerpreis – Bester Darsteller
Der Bollywood Movie Award Critics Award Male ist eine Kategorie des jährlichen Bollywood Movie Awards für indische Filme in Hindi.
Liste der Preisträger:
| Jahr | Film           | Schauspieler     |
| ---- | -------------- | ---------------- |
| 1999 | Zakhm          | Ajay Devgan      |
| 2000 | kein Preis     | kein Preis       |
| 2001 | Mohabbatein    | Amitabh Bachchan |
| 2002 | Dil Chahta Hai | Aamir Khan       |
| 2003 | Kaante         | Sanjay Dutt      |
| 2004 | Koi Mil Gaya   | Hrithik Roshan   |
| 2005 | kein Preis     | kein Preis       |
| 2006 | kein Preis     | kein Preis       |
| 2007 | kein Preis     | kein Preis       |